# Cynanchum aculeatum
Cynanchum aculeatum är en oleanderväxtart som först beskrevs av Desc., och fick sitt nu gällande namn av S. Liede och U. Meve. Cynanchum aculeatum ingår i släktet Cynanchum och familjen oleanderväxter. Inga underarter finns listade i Catalogue of Life.